# Tarkint
Tarkint is een gemeente (commune) in de regio Gao in Mali. De gemeente telt 19.000 inwoners (2009).